# NGC 1538
NGC 1538 est une galaxie spirale située dans la constellation de l'Éridan. NGC 1538 a été découverte par l'astronome américain Ormond Stone en 1885.

## Caractéristiques

### Distance
Sa vitesse par rapport au fond diffus cosmologique est de 7 976 ± 28 km/s, ce qui correspond à une distance de Hubble de 117,6 ± 8,2 Mpc (∼384 millions d'al).
À ce jour, une mesure non basée sur le décalage vers le rouge (redshift) donne une distance d'environ 142,000 Mpc (∼463 millions d'al). Cette valeur est à l'extérieur mais compatible avec les valeurs de la distance de Hubble. Notons cependant que c'est avec la valeur moyenne des mesures indépendantes, lorsqu'elles existent, que la base de données NASA/IPAC calcule le diamètre d'une galaxie et qu'en conséquence le diamètre de NGC 1538 pourrait être d'environ 29,6 kpc (∼96 500 al) si on utilisait la distance de Hubble pour le calculer.

### Identification
La plupart des sources (NED, SEDS et LEDA) identifient NGC 1538 à la galaxie IC 2047 observée par l'astronome américain Herbert Alonzo Howe le 20 janvier 1900. Mais, il se pourrait aussi que ce soit la galaxie lenticulaire IC 2045. Les données de l'encadré sont celle d'IC 2047.